# Roger Marco
Roger Marco né le 26 mars 1932est un joueur de pétanque français. 

## Clubs
- ?-? : La boule moderne de Béziers (Hérault)

## Palmarès[1],[2]

### Séniors

#### Championnats du Monde
Finaliste
- Triplette 1990 (avec Roger Marigot et Georges Simoes) :  Équipe de France

#### Championnats de France
Champion de France
- Doublette 1976 (avec Roger Marigot) : La boule moderne de Béziers

Finaliste
- Triplette 1978 (avec Roger Marigot et Maurice Giniès) : La boule moderne de Béziers